# Хали-Гали
Ха́ли-Га́ли (англ. hully-gully) — афроамериканский бальный танец 1960-х годов, исполнявшийся под музыку в стиле йе-йе.
Музыкальный размер — 4/4. Темп быстрый, 40 тактов в минуту. Танец исполняется без передвижений по танцевальной площадке, одиночно, в паре или в группе (в линейном построении). В групповом исполнении танцоры повторяют движения, которые показывает ведущий танцор.
Танец характерен чередованием шагов с одновременным прищелкиванием пальцами.